# 1,3,5-Trihlorobenzen
1,3,5-Trihlorobenzen je organohloridno jedinjenje. On je jedan od tri izomera trihlorobenzena. On je u većoj meri simetričan u odnosu na druge izomere, te se javlja u obliku bezbojnih kristala, dok su drugi izomeri tečni na sobnoj temperaturi.
On se ne formiar hlorinacijom benzena. Priprema se iz 3,5-dihloroanilina.